# 巴顿早熟禾
巴顿早熟禾（学名：Poa badensis）为禾本科早熟禾属下的一个种。